# واسیلی تاتیشچف
واسیلی نیکیتیچ تاتیشچف (روسی: Васи́лий Ники́тич Тати́щев) (۱۹ آوریل ۱۶۸۶–۱۵ ژوئیه ۱۷۵۰) دولتمرد، مورخ، فیلسوف و مردم‌شناس برجسته اهل امپراتوری روسیه بود. از او به عنوان تهیه کنندهٔ اولین تاریخ تمام مقیاس روسیه و بنیانگذار سه شهر روسیه شامل: استاوپرول-روی-ولگا (اکنون تولیاتی)، یکاترینبورگ و پرم یاد می‌شود. وی در طول اثر مشهورش از این ایده که خودکامگی کاملترین شکل حکومت برای روسیه است حمایت می‌کند.

## زندگی
تاتیشچف از نژاد مذکر شاهزاده رووریک در قرن ۹، در نزدیکی پسکوف در ۱۹ آوریل ۱۶۸۶ متولد شده‌است. وی که از مدرسه مهندسی در مسکو فارغ‌التحصیل شده بود، در جنگ بزرگ شمالی با سوئد در طول سالهای ۱۷۰۰–۱۷۲۱ شرکت کرد. وی در خدمت پتر بزرگ مقام برجسته ای را در وزارت امور خارجه به دست آورد که از آن برای مخالفت با سیاست‌های شورای خصوصی علیاحضرت و حمایت از صعود آنا به تاج و تخت روسیه در ۱۷۳۰ بهره برد.
آنا مدیریت سودآور دفتر کارخانه‌های اورال به او سپرد. در آن پست وی شهرهای پرم و یکاترینبورگ را تأسیس کرد که از آن زمان به پایتخت‌های حقیقی اورال تبدیل شده‌اند. بنای یادبود وی در سال ۲۰۰۳ در پرم افتتاح شد. وی در طول جنگ باشکیری ۴۰–۱۷۳۵ فرماندهی عملیات سیبری را از زمستان ۳۷–۳۷ و فرماندهی کل عملیات را از بهار ۱۷۳۷ را بر عهده داشت. وی پس از مارس ۱۷۳۹، در ظاهر به اتهام فساد، اما در واقع به این دلیل که دشمنان زیادی برای خود ایجاد کرده بود از فرماندهی برکنار شد. تاتیشف کار رسمی خود به عنوان فرماندار آستاراخان را در بین سالهای (۴۴–۱۷۴۱) به پایان رساند. وی در ۱۵ ژوئیه ۱۷۵۰ در بولدینو در نزدیکی مسکو درگذشت.

## کار
او پس از بازنشستگی از خدمات دولتی شده، دوران سالخوردگی خود را وقف کارهای علمی و پژوهشی کرد. او با این عقیده که به تاریخ‌نگاری روسیه بی‌توجهی شده‌است، چندین بنای تاریخی با محتوای مسائل حقوقی کشف کرد که از اهمیت بالایی برخوردار بودند از جمله Russkaya Pravda و Sudebnik در سال ۱۵۵۰ میلادی. بزرگترین کار او اما نگارش اولین طرح کلی تاریخ روسیه با عنوان تاریخ روسیه، از قدیم‌ترین دوران بود که پس از مرگ وی در ۵ جلد منتشر شد. وی همچنین اولین فرهنگ نامه دانشنامه وار زبان روسی را تدوین کرد.
شایستگی علمی کارهای تاتیشف حتی در قرن هجدهم نیز مورد اختلاف بود. اگرچه وی از تعدادی وقایع نامه استفاده کرده بود که امروزه مفقود شده‌اند به طوری که ایاکوف لور «اطلاعات تاتیشچف» را «داده‌های منحصر به فرد آن مورخ» به‌شمار آورد اما بیشتر آنها (به ویژه وقایع نامه یوآخیم) از صحت مشکوکی برخوردار بودند. همچنین گفته می‌شود که او نمی‌توانست یک اثر اصلی را از اثری تقلبی بازبشناسد، لذا برخی از حوادث درج شده در تاریخ وی می‌تواند محصولات تخیل خود او باشند. اخیراً برخی از مورخان برجسته استدلال کرده‌اند که تا حدودی می‌توان منابع گمشده تاتیشف اعتماد کرد.

## یادبود

### مکانها
چندین مکان مسکونی در استان ساراتوف، استان سامارا و استان اورنبورگ به نام تاتیشچف نامگذاری شده‌اند.
خیابانی در پرم، یکاترینبورگ، Chelyabinsk، کالینینگراد، سامارا، Buribay و آستاراخان و یک بلوار در تولیاتی به نام تاتیشچف وجود دارند.

### بناهای تاریخی
- در سپتامبر ۲۰۰۳ بنای یادبودی به افتخار تاتیشچف در مقابل ساختمان موزه تاریخ محلی Solnechnogorsk ساخته شد- نیم تنه ای بر روی یک ستون صیقلی گرانیتی.
- در سال ۱۹۹۸ یک مجسمه بزرگ تاتیشچف به صورت یک سوارکار در تولیاتی ساخته شد.
- در سال ۲۰۰۳ و در ۲۸۰ سالگی پرم، بنای یادبودی از تاتیشچف، بنیانگذار شهر، در یک مکان تاریخی (میدان رازگولیایسکی که امروزه به نام تاتیشچف نامگذاری شده‌است) ساخته شد.
- در لابی دانشگاه ولگا تولیاتی یک مجسمه از تاتیشچف وجود دارد.
- در آستاراخان باغی به نام تاتیشچف وجود دارد و نیم تنه ای از او در پیاده‌روی مشاهیر سرزمین آستاراخان نصب شده‌است.

### کتابشناسی - فهرست کتب
- پوپوف ن. تاتیشف و زمان او. مسکو، ۱۸۶۱.
- Deutch GM: واسیلی نیکیتیچ تاتیشف. سوردلوفسک، ۱۹۶۲.
- Peshtich SL: تاریخ‌نویسی روسی قرن ۱۸، ج. ۱–۲ لنینگراد، ۱۹۶۱، ۱۹۶۵.
- آنیکین، آندره ای: Los Pensadores Rusos. Ideas Socioeconómicas en la Rusia de los Siglos XVIII y XIX، صص ۳۴–۳۷، URRSS، مسکو، ۱۹۹۰.